# Daniel of St. Thomas Jenifer

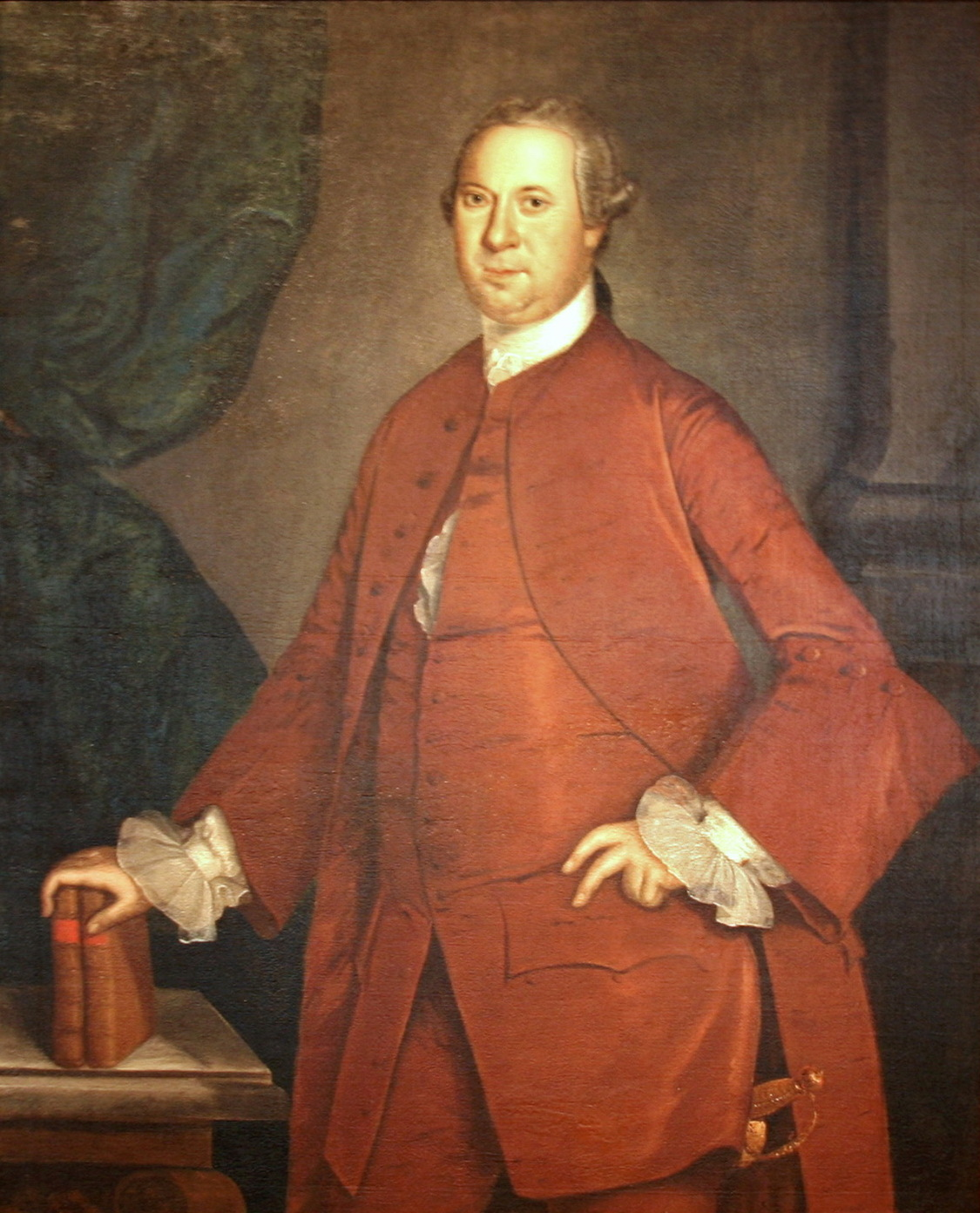
Daniel of St. Thomas Jenifer

Daniel of St. Thomas Jenifer (ur. w 1723, zm. 16 listopada 1790) – amerykański polityk, jeden z ojców-założycieli Stanów Zjednoczonych.
W latach 1778–1782 był delegatem stanu Maryland w Kongresie Kontynentalnym. Brał udział w Konwencji Konstytucyjnej w Filadelfii w 1787 roku, gdy uzgadniano treść Konstytucji Stanów Zjednoczonych, której był sygnatariuszem.